# Thanayut Jittabud
Thanayut Jittabud (thailändisch ธนายุทธ จิตรบุตร, * 11. Februar 1999) ist ein thailändischer Fußballspieler.

## Karriere
Thanayut Jittabud erlernte das Fußballspielen in der Jugendmannschaft des Phitsanulok FC. Hier unterschrieb er am 1. Januar 2018 auch seinen ersten Vertrag. Der Verein aus Phitsanulok spielte in der vierten Liga, der Thai League 4. Hier trat der Klub in der Northern Region an. Die Saison 2019 stand er beim ebenfalls in der vierten Liga spielenden Chainat United FC unter Vertrag. Mit dem Verein aus Chainat spielte er in der Western Region der Liga. Mit Chainat feierte er am Ende der Saison die Vizemeisterschaft. Von Januar 2020 bis Juli 2021 spielte er für den Uttaradit FC. Den Rest des Jahres spielte er für den in Uthai Thani beheimateten Drittligisten Uthai Thani FC. Im Januar 2022 wechselte er in die zweite Liga. Hier unterschrieb er in Chainat einen Vertrag beim Chainat Hornbill FC. Sein Zweitligadebüt gab Thanayut Chitbutra am 2. Februar 2022 (19. Spieltag) im Auswärtsspiel gegen den Udon Thani FC. Hier stand er in der Startelf und wurde nach der Halbzeitpause gegen Badar Ali ausgewechselt. Das Spiel endete 1:1.